# Hugo am Zehnhoff
Paul Hugo am Zehnhoff (né le 11 février 1855 à Waldorf et mort le 24 août 1930 à Düsseldorf) est un avocat et homme politique allemand (Zentrum).

## Vie et travail
Après avoir été diplômé du lycée, Zehnhoff commence des études de droit, qu'il achève en 1876 avec le premier examen d'État et en 1882 avec le deuxième examen d'État. Au cours de ses études, il rejoint le WKSt.V. Unitas-Salia Bonn. Il est d'abord avocat stagiaire à Göttingen et Cologne, et obtient son doctorat puis travaille comme avocat au tribunal régional supérieur de Cologne. Après avoir été nommé au Conseil judiciaire en 1901 et au Conseil judiciaire secret en 1906, il travaille comme avocat au tribunal régional supérieur de Düsseldorf. En 1913, il devient président du Barreau de Düsseldorf.

## Parlementaire
À l'époque de l'Empire allemand, Zehnhoff est membre de la Chambre des représentants de Prusse de 1899 à 1908 Il est également député du Reichstag de 1899 à 1918. Pendant la République de Weimar, il est membre de l'Assemblée nationale de l'État prussien et du Landtag de l'État libre de Prusse de 1919 à 1928.

## Autres mandats
Zehnhoff officie du 25 mars 1919 au 5 mars 1927 en tant que ministre d'État prussien de la Justice dans les gouvernements des ministres-présidents Paul Hirsch, Otto Braun, Adam Stegerwald et Wilhelm Marx.